# Matzenheim
Matzenheim est une commune française située dans la circonscription administrative du Bas-Rhin et, depuis le 1er janvier 2021, dans le territoire de la Collectivité européenne d'Alsace, en région Grand Est.
Cette commune se trouve dans la région historique et culturelle d'Alsace.

## Géographie
Matzenheim se trouve à 25 km environ au sud-sud-est de la ville de Strasbourg, via la RN 83 et la D 1083. Sa gare SNCF est située sur la ligne de chemin de fer reliant du nord au sud Strasbourg, Colmar, Mulhouse et Bâle, à la frontière suisse.
Sa situation en plaine, sur la rive gauche de l’Ill, affluent gauche du Rhin, faisait autrefois de l’endroit un lieu fréquemment soumis aux inondations, soit lors des crues de printemps de la rivière,  soit au moment de la décrue et de la remontée de la nappe phréatique.
|           | Osthouse   |           |
| Uttenheim | Matzenheim | Gerstheim |
|           | Sand       |           |

### Hydrographie

#### Réseau hydrographique
La commune est dans le bassin versant du Rhin au sein du bassin Rhin-Meuse. Elle est drainée par l'Ill, la Zembs, le ruisseau Bronnwasser, le ruisseau Hanfgraben et le ruisseau la Weil,.
L'Ill, d'une longueur de 217 km, prend sa source dans la commune de Winkel et se jette  dans le Grand Canal d'Alsace à Offendorf, après avoir traversé 68 communes. Les caractéristiques hydrologiques de l'Ill sont données par la station hydrologique située sur la commune d'Osthouse. Le débit moyen mensuel est de 38,1 m3/s. Le débit moyen journalier maximum est de 260 m3/s, atteint lors de la crue du 16 janvier 2004. Le débit instantané maximal est quant à lui de 277 m3/s, atteint le 7 janvier 2018.
La Zembs, d'une longueur de 25 km, prend sa source dans la commune de Hilsenheim et se jette  dans le canal d'alimentation de l'Ill à Nordhouse, après avoir traversé onze communes. 

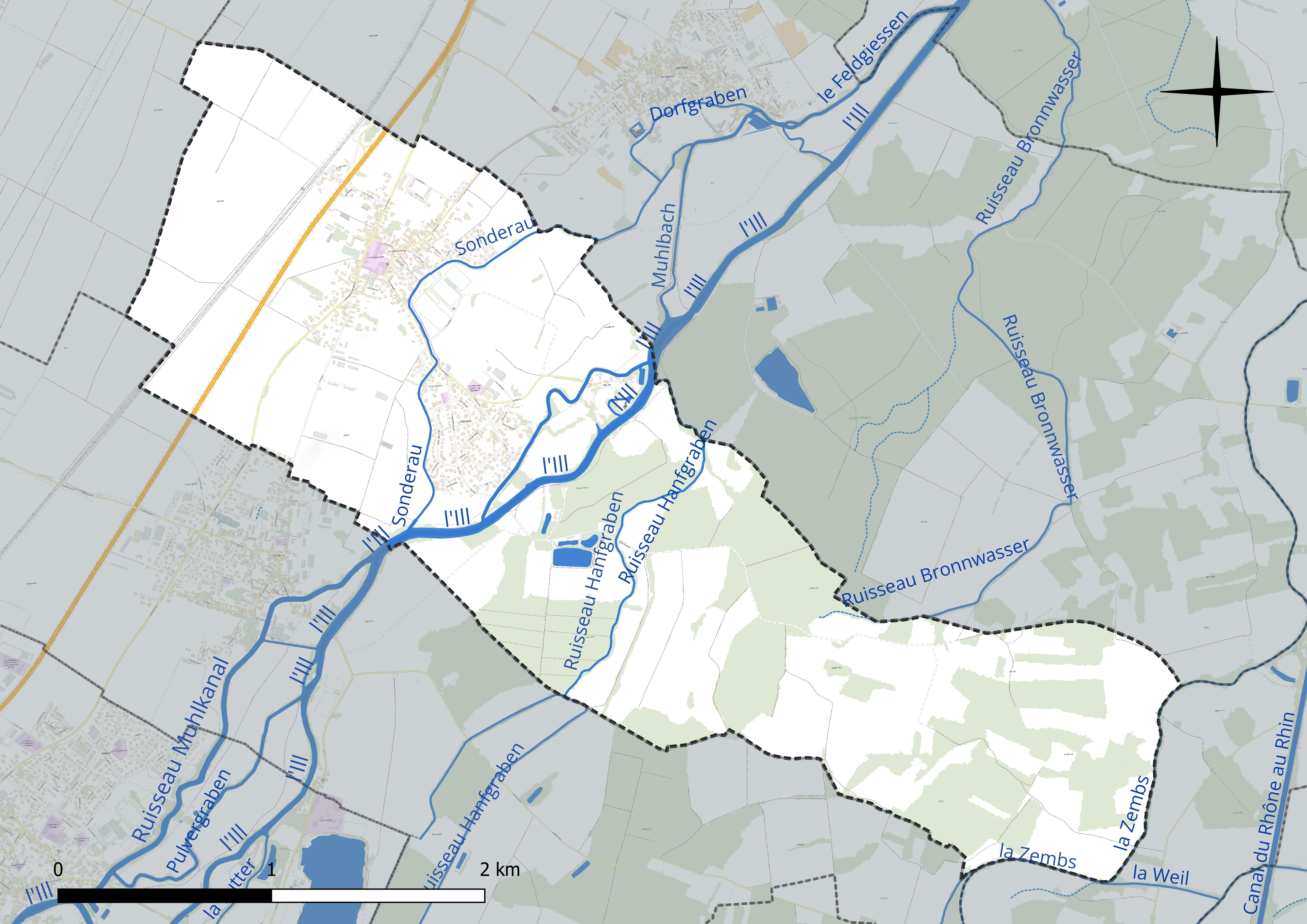
Réseau hydrographique de Matzenheim.

#### Gestion et qualité des eaux
Le territoire communal est couvert par le schéma d'aménagement et de gestion des eaux (SAGE) « Ill Nappe Rhin ». Ce document de planification concerne la nappe phréatique rhénane, les cours d'eau de la plaine d'Alsace et du piémont oriental du Sundgau, les canaux situés entre l'Ill et le Rhin et les zones humides de la plaine d'Alsace. Le périmètre s’étend sur 3 596 km2. Il a été approuvé le 17 janvier 2005. La structure porteuse de l'élaboration et de la mise en œuvre est la région Grand Est. 
La qualité des cours d’eau peut être consultée sur un site dédié géré par les agences de l’eau et l’Agence française pour la biodiversité.

#### Risques d'inondation
La vallée de l'Ill comme l'ensemble du département a connu plusieurs inondations importantes. On peut citer au 20e siècle, les crues de 1910, 1919, 1947, 1955, 1983 et 1990 notamment qui ont causé de nombreux dégâts (destructions de ponts, inondations de zones industrielles et d’ agglomérations). Les inondations de l'Ill ont lieu essentiellement en période hivernale et printanière à la suite de pluies abondantes parfois associées à la fonte du manteau neigeux. Les crues de 1983 et de 1990 ont présenté une période de retour entre 20 et 50 ans. Afin d'anticiper et de gérer une éventuelle inondation, un Plan de prévention des risques d'inondation de l'lll  a été approuvé par arrêté préfectoral le 30 janvier 2020. 
68 % de la superficie du ban communal sont concernés par le risque inondation. Les secteurs urbanisés de Heussern et de Werde sont concernés par les zones inondables, d’aléas faible à fort. Dans certains secteurs, une bande de sécurité, inconstructible, a été définie pour prendre en compte le risque de rupture de digue. Dans le centre urbain du village, le quartier des rues du Liseron et de la Valériane sont en zones inondables d’aléa faible ou moyen. Les parcelles situées le long d’un bras de l’Ill (Impasse du Lavoir, rue du Stade, rue du Chanoine Mertian, rue de Heussern) sont également inondées en aléas faible à fort.

### Climat
Pour des articles plus généraux, voir Climat du Grand Est et Climat du Bas-Rhin.
En 2010, le climat de la commune est de type climat des marges montargnardes, selon une étude du Centre national de la recherche scientifique s'appuyant sur une série de données couvrant la période 1971-2000. En 2020, Météo-France publie une typologie des climats de la France métropolitaine dans laquelle la commune est exposée à un climat semi-continental et est dans la région climatique  Alsace, caractérisée par une pluviométrie faible, particulièrement en automne et en hiver, un été chaud et bien ensoleillé, une humidité de l’air basse au printemps et en été, des vents faibles et des brouillards fréquents en automne (25 à 30 jours). 
Pour la période 1971-2000, la température annuelle moyenne est de 10,6 °C, avec une amplitude thermique annuelle de 17,9 °C. Le cumul annuel moyen de précipitations est de 640 mm, avec 8,1 jours de précipitations en janvier et 9,9 jours en juillet. Pour la période 1991-2020, la température moyenne annuelle observée sur la station météorologique de Météo-France la plus proche, « Strasbourg-Entzheim », sur la commune d'Entzheim à 16 km à vol d'oiseau, est de 11,4 °C et le cumul annuel moyen de précipitations est de 635,7 mm. 
La température maximale relevée sur cette station est de 38,9 °C, atteinte le 25 juillet 2019 ; la température minimale est de −23,6 °C, atteinte le 23 janvier 1942,,. 
Les paramètres climatiques de la commune ont été estimés pour le milieu du siècle (2041-2070) selon différents scénarios d'émission de gaz à effet de serre à partir des nouvelles projections climatiques de référence DRIAS-2020. Ils sont consultables sur un site dédié publié par Météo-France en novembre 2022.

## Urbanisme

### Typologie
Au 1er janvier 2024, Matzenheim est catégorisée ceinture urbaine, selon la nouvelle grille communale de densité à sept niveaux définie par l'Insee en 2022.
Elle appartient à l'unité urbaine de Matzenheim, une agglomération intra-départementale regroupant deux  communes, dont elle est ville-centre,,. Par ailleurs la commune fait partie de l'aire d'attraction de Strasbourg (partie française), dont elle est une commune de la couronne,. Cette aire, qui regroupe 268 communes, est catégorisée dans les aires de 700 000 habitants ou plus (hors Paris),.

### Occupation des sols
L'occupation des sols de la commune, telle qu'elle ressort de la base de données européenne d’occupation biophysique des sols Corine Land Cover (CLC), est marquée par l'importance des territoires agricoles (75,2 % en 2018), une proportion sensiblement équivalente à celle de 1990 (75,3 %). La répartition détaillée en 2018 est la suivante : terres arables (52,3 %), forêts (13,7 %), prairies (11,9 %), zones urbanisées (11,1 %), zones agricoles hétérogènes (11 %). L'évolution de l’occupation des sols de la commune et de ses infrastructures peut être observée sur les différentes représentations cartographiques du territoire : la carte de Cassini (XVIIIe siècle), la carte d'état-major (1820-1866) et les cartes ou photos aériennes de l'IGN pour la période actuelle (1950 à aujourd'hui).

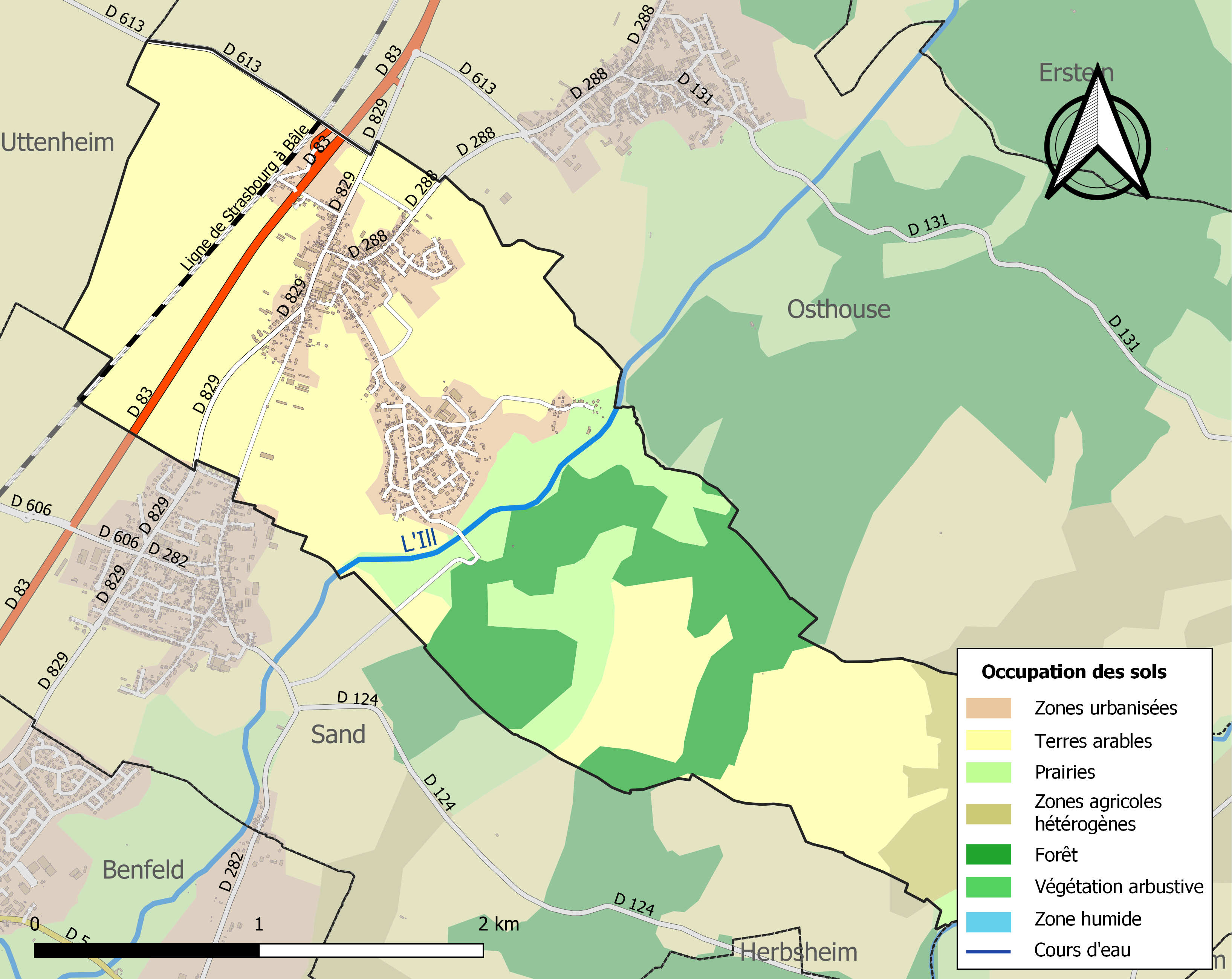
Carte des infrastructures et de l'occupation des sols de la commune en 2018 (CLC).

## Histoire
Le site semble habité depuis l'époque gauloise, en effet, les vestiges de l'époque de ce qui serait une ferme a été découvert.
Des fouilles effectuées en 2005, le long de la voie de chemin de fer, ont mis au jour deux nécropoles mérovingiennes à cheval sur les bans des communes d’Osthouse et Matzenheim, lors des sondages en vue de la création de la troisième voie.
Le château de Werde est une résidence des comtes de Werde, principaux vassaux de la région depuis le XIIe siècle.

### Héraldique
| Blason de Matzenheim | Blason  | Palé ondé d'azur et d'argent de huit pièces. |
| Blason de Matzenheim | Détails |                                              |

## Politique et administration

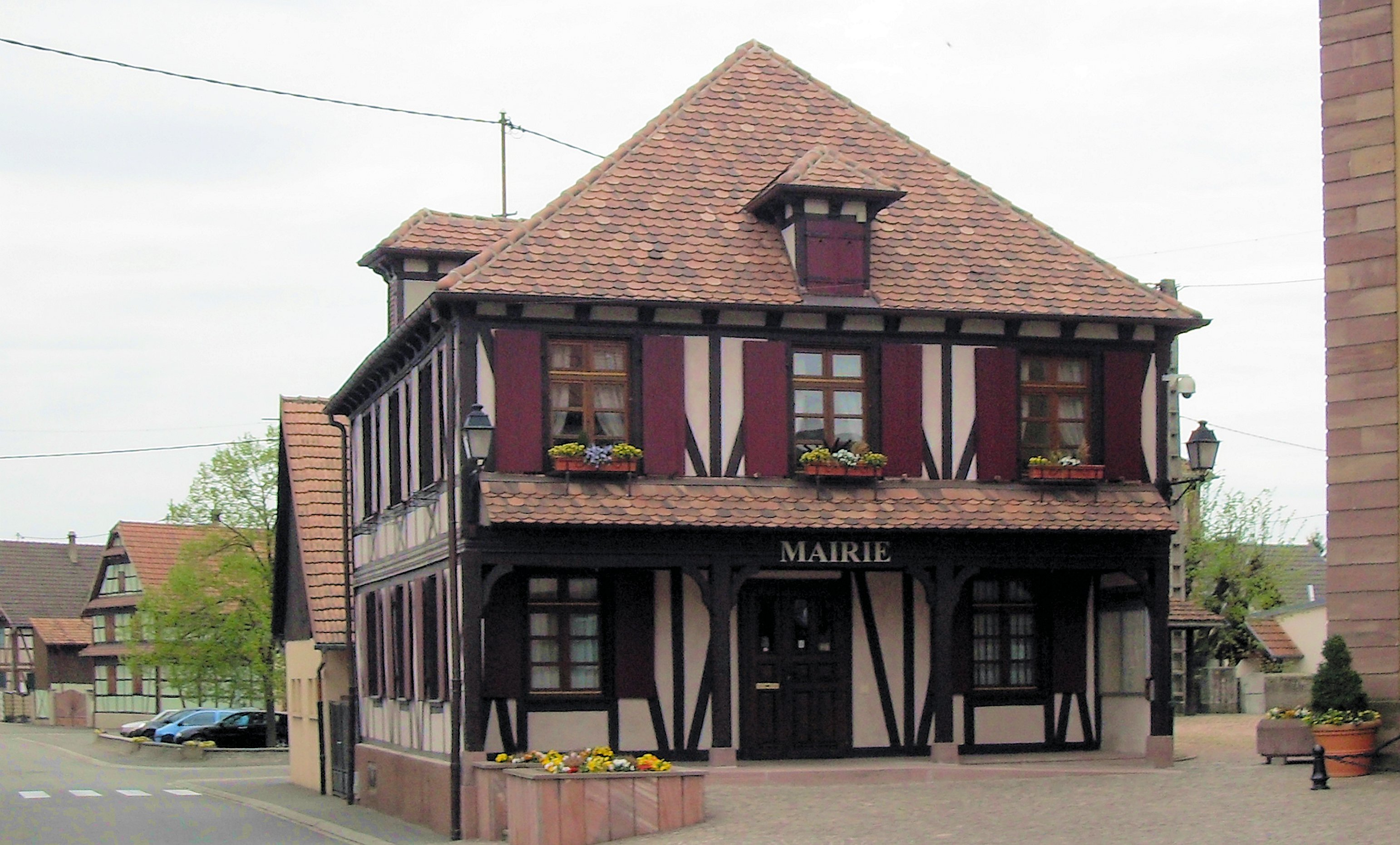
La mairie.

| Période                                  | Période   | Identité       | Étiquette | Qualité                                                                      |
| ---------------------------------------- | --------- | -------------- | --------- | ---------------------------------------------------------------------------- |
| Les données manquantes sont à compléter. |           |                |           |                                                                              |
| mars 1971                                | mars 1989 | René Halm      |           |                                                                              |
| mars 1989                                | mars 2001 | Claude Stoller |           |                                                                              |
| mars 2001                                | mai 2020  | Michel Kocher  | DVD       | Gérant de société, maire honoraire Président de la CC de Benfeld et environs |
| mai 2020                                 | En cours  | Laurent Jehl   |           |                                                                              |

## Démographie
L'évolution du nombre d'habitants est connue à travers les recensements de la population effectués dans la commune depuis 1793. Pour les communes de moins de 10 000 habitants, une enquête de recensement portant sur toute la population est réalisée tous les cinq ans, les populations de référence des années intermédiaires étant quant à elles estimées par interpolation ou extrapolation. Pour la commune, le premier recensement exhaustif entrant dans le cadre du nouveau dispositif a été réalisé en 2006.

En 2022, la commune comptait 1 504 habitants, en évolution de +6,06 % par rapport à 2016 (Bas-Rhin : +3,17 %, France hors Mayotte : +2,11 %).
| 1793 | 1800 | 1806 | 1821 | 1831 | 1836 | 1841 | 1846 | 1851 |
| ---- | ---- | ---- | ---- | ---- | ---- | ---- | ---- | ---- |
| 608  | 512  | 636  | 703  | 758  | 769  | 775  | 701  | 725  |

| 1856 | 1861 | 1866 | 1871 | 1875 | 1880 | 1885 | 1890 | 1895 |
| ---- | ---- | ---- | ---- | ---- | ---- | ---- | ---- | ---- |
| 727  | 720  | 705  | 767  | 730  | 879  | 952  | 978  | 964  |

| 1900 | 1905 | 1910 | 1921 | 1926 | 1931 | 1936 | 1946 | 1954  |
| ---- | ---- | ---- | ---- | ---- | ---- | ---- | ---- | ----- |
| 968  | 964  | 948  | 971  | 984  | 994  | 965  | 902  | 1 019 |

| 1962 | 1968 | 1975 | 1982  | 1990  | 1999  | 2006  | 2011  | 2016  |
| ---- | ---- | ---- | ----- | ----- | ----- | ----- | ----- | ----- |
| 657  | 667  | 665  | 1 027 | 1 130 | 1 133 | 1 377 | 1 424 | 1 418 |

| 2021  | 2022  | - | - | - | - | - | - | - |
| ----- | ----- | - | - | - | - | - | - | - |
| 1 490 | 1 504 | - | - | - | - | - | - | - |

## Lieux et monuments
- Château des comtes de Werde (XIIe siècle, restauré au XIXe siècle puis en 2005).
- Collège (privé) Saint-Joseph de la fin du XIXe siècle.
- Restaurant A la Couronne.
- Maison de boulanger : située au lieu-dit Niederfeld, 3, route de Strasbourg, cette maison à pans de bois datée de 1624 fait l'objet d'un classement au titre des monuments historiques depuis le 10 mai 1995. Elle se distingue notamment par sa porte d’entrée en pierre, dont le linteau en accolade est gravé de la date de construction ainsi que d’un bretzel et d’un petit pain, emblèmes de la profession de boulanger. Les consoles supportant le linteau sont en outre sculptées de têtes d’anges[30].
- Brasserie artisanale Matten.

## Personnalités liées à la commune
- Joseph Louis Kauffmann (1749-1799), homme politique, député du tiers aux Etats-Généraux de 1789, député au Conseil des Anciens.